# Fairchild Tropical Botanic Garden

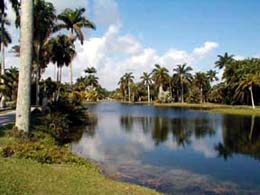
Fairchild Tropical Botanic Garden

De Fairchild Tropical Botanic Garden is een botanische tuin in Coral Gables (Florida, Verenigde Staten). De tuin beslaat een oppervlakte van 33 ha en staat bekend om zijn uitgebreide collectie tropische planten waaronder palmen, palmvarens, bloeiende bomen en klimplanten. Sinds 2008 is Carl E. Lewis directeur als opvolger van Mike Maunder.
De tuin werd in 1938 opgericht door botanicus David Fairchild (1869-1954) en door Robert H. Montgomery (1872-1953), een accountant, advocaat en zakenman met een passie voor het verzamelen van planten.  Fairchild bracht op zijn vele reizen vele planten naar de Verenigde Staten waaronder mango, luzerne, perzik, dadelpalm, mierik, bamboe en kers. In 1935 ging hij met pensioen, maar veel planten die nog steeds in de botanische tuin staan, zijn door hem verzameld. Hieronder is een grote Afrikaanse baobab, die niet ver van de ingang staat. Aan de hand van Fairchild zette Montgomery de droom voort om een botanische tuin in Miami-Dade County op te richten. Hij kocht een stuk grond aan en vernoemde het naar Fairchild. Later droeg hij het grotendeels over aan Miami-Dade County.
De tuin zelf werd ontworpen door landschapsarchitect William Lyman Phillips, lid van het Frederick Law Olmsted Partnership en het hoofd van een architectenbureau van landschapsarchitecten in Zuid-Florida in de jaren dertig van de twintigste eeuw. In de eerste vijftien jaar werden de eerste gebouwen en landschappen aangelegd, waaronder Montgomery Palmetum (palmentuin), Bailey Palm Glade (open ruimte in het bos), Allee and Overlook, Vine Pergola (pergola met klimplanten), Amphitheatre (amfitheater), Gate House (poortwachtershuis), Montgomery Library and Museum (bibliotheek en museum), veertien meren, irrigatiesystemen, Moos Sunken Garden (tuin in een verdiepte ligging) en Nell Montgomery Garden House Auditorium (tuinhuis die dienstdoet als auditorium). Van latere datum zijn Davis House (1953), Hawkes Laboratory (laboratorium, 1960), Robbins Plant Science Building (gebouw voor wetenschappelijk onderzoek, 1967), Rare Plant House (gebouw voor zeldzame planten, 1968) en Corbin Education Building (lesgebouw, 1972).
De botanische tuin speelt een leidende rol in het onderzoek naar palmen, tuinbouw en natuurbescherming. De tuin is aangesloten bij Center for Plant Conservation, een non-profit netwerk van meer dan dertig botanische instituten, dat zich richt op de bescherming en het herstel van de inheemse flora van de Verenigde Staten. Ook is de tuin aangesloten bij de Plant Conservation Alliance (PCA), een samenwerkingsverband dat zich richt op de bescherming van planten die van nature voorkomen in de Verenigde Staten. Tevens is de tuin lid van de American Public Gardens Association en van Botanic Gardens Conservation International, een non-profitorganisatie die botanische tuinen samen wil brengen in een wereldwijd samenwerkend netwerk om te komen tot het behoud van de biodiversiteit van planten.
Ook is de botanische tuin aangesloten bij de Council on Botanical and Horticultural Libraries, een internationale organisatie van individuen, organisaties en instituten die zich bezighouden met de ontwikkeling, het onderhouden en het gebruik van bibliotheken met botanische literatuur en literatuur over tuinen.